# Wayland
Pour les articles homonymes, voir Wayland (homonymie).
Wayland est un protocole de serveur d'affichage, ainsi qu'une bibliothèque logicielle libre disponible sur les systèmes d'exploitation GNU/Linux.
Wayland est développé par un groupe de bénévoles, initialement mené par Kristian Høgsberg en 2008, en tant que projet communautaire open source, avec pour objectif de remplacer le système X Window (X11) par un système d'affichage plus simple et plus sécurisé pour Linux et d'autres systèmes d'exploitation de type Unix. Le code source du projet est publié sous les termes de la licence MIT.
Wayland fournit un moyen pour les gestionnaires de fenêtres composite de communiquer directement avec les applications graphiques ainsi que le matériel vidéo.
Les applications effectuent leur rendu graphique dans une mémoire tampon qui leur est dédiée, et le gestionnaire de fenêtres composite devenu serveur d'affichage se charge de les assembler pour construire l'image à afficher à l'écran. Cela conduit à une architecture plus simple et efficace que d'utiliser un gestionnaire de fenêtre composite fonctionnant de concert avec X11.
Des gestionnaires de fenêtres composite actuels, comme KWin, Mutter et Weston qui en est l'implémentation de référence, ont commencé à mettre en œuvre le protocole Wayland,.

## Historique
La mise en œuvre du protocole Wayland a commencé en 2008, due à Kristian Høgsberg alors employé de la société Red Hat, et l'un des membres de l'Intel OSTC (Open Source Technology Center).
Wayland, en tant que mise en œuvre du protocole de même nom, est un logiciel libre publié sous licence MIT.

## Architecture
La démo de Wayland utilise les technologies récentes du noyau Linux comme le DRI, KMS et GEM, dans le but de fournir un serveur d'affichage minimal, léger et performant,.
Wayland a été conçu pour utiliser la spécification EGL du Khronos Group lors des opérations de rendu. Cette astuce de conception permet de bénéficier des performances du processeur graphique sans nécessiter de pilote graphique dépendant de X11.

## Utilisation
Wayland est considéré comme le remplaçant du serveur X.Org. Pour faciliter la transition, les développeurs ont créé XWayland, une série de patchs à X.org lui permettant de fonctionner en surcouche de Wayland, et ainsi d’exécuter les applications X11 non portées ou en cours de portage.
Le premier déploiement de Wayland devait se produire au sein du projet MeeGo développé par Intel et Nokia mais celui-ci a tourné court, non sans avoir enfanté des projets comme Tizen ou Sailfish OS qui s'appuient effectivement aujourd'hui sur Wayland. La majorité des distributions GNU (comme les distributions GNU/Linux Fedora et Mandriva) ont prévu de l'intégrer en vue de remplacer X.Org,,, à l'inverse de la distribution GNU/Linux Ubuntu qui avait changé d'avis en mars 2013, et préférait se concentrer sur sa propre solution : Mir. Néanmoins, en juillet 2016, la simili-distribution Neon (KDE), à base Ubuntu, s'articulait sur lui. Le 5 avril 2017, Mark Shuttleworth annonçait dans une publication sur le blog de Canonical qu'Ubuntu allait abandonner l'interface Unity 8 au profit de GNOME dès Ubuntu 17.10 LTS, fermant la porte à Mir.
Debian 9 Stretch, sortie le 17 juin 2017, intègre Wayland avec GNOME (mais ne l'active pas par défaut).

### Weston

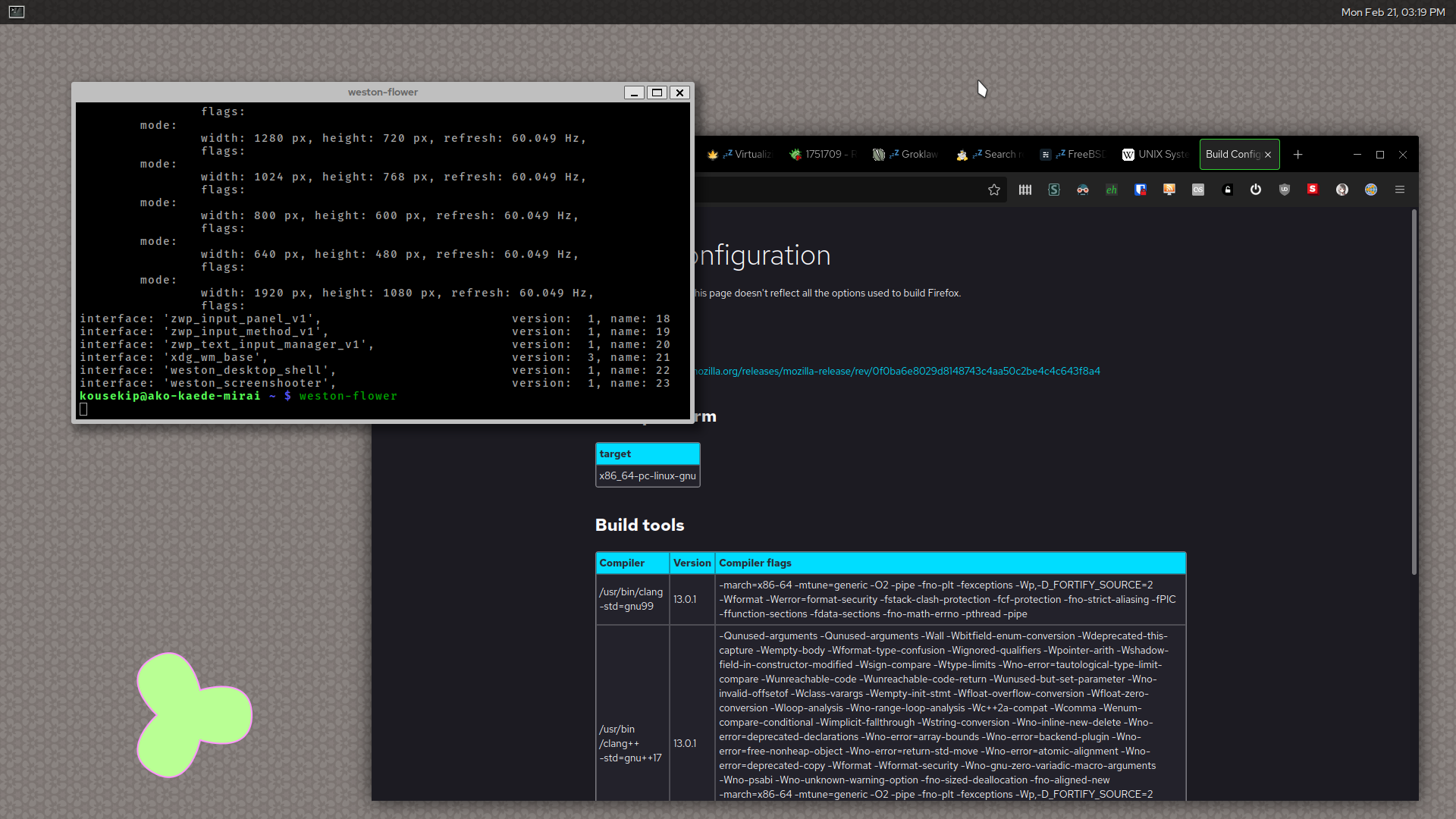
Capture d'écran de Weston

Weston est l'implémentation de référence de Wayland. Il fonctionne sur GNU/Linux et permet d'afficher le bureau et d'utiliser l'extension d'émulation X11 de Wayland, permettant ainsi de faire fonctionner n'importe quelle application X11.
Weston supporte le procédé High-Bandwidth Digital Content Protection (protection des contenus numériques haute définition). Weston est principalement utilisé pour tester le fonctionnement de la couche graphique, par exemple la prise en charge de l'accélération 3D, au niveau matériel et logiciel.

## Environnement de bureaux connus, compatibles avec Wayland
- Gnome, Gnome-shell
- Plasma (anciennement KDE) (ou plasma-mobile)
- Phosh, Bananaui[18]
- Sway, Sxmo-sway[19]

## Galerie

Wayland utilise EGL
Le gestionnaire de fenêtres et le serveur d'affichage (display server) sont unifiés. Le client gère la décoration des fenêtres
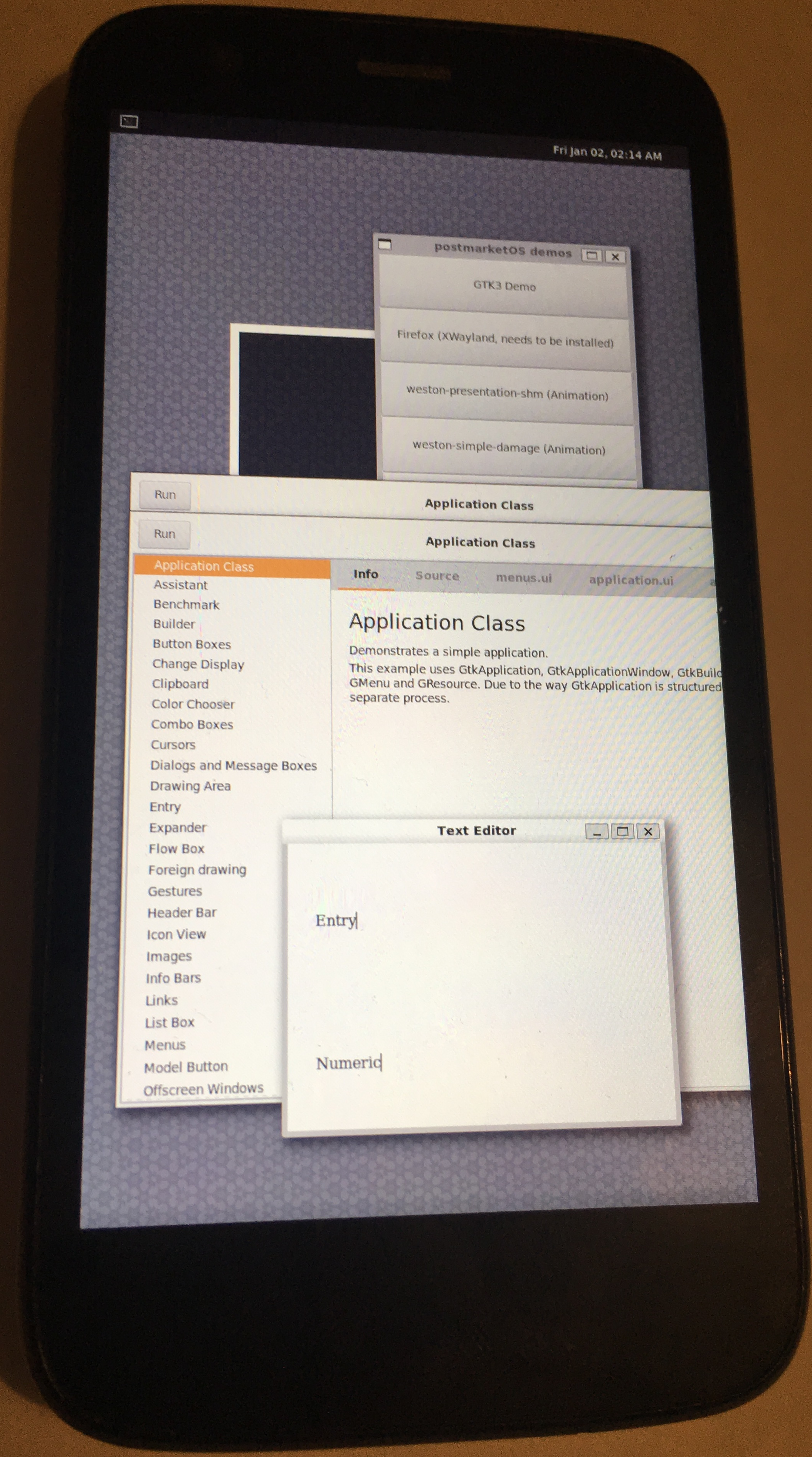
Weston fonctionnant avec PostmarketOS sur un téléphone mobile